# Sokowaten
Sokowaten is een bestuurslaag in het regentschap Purworejo van de provincie Midden-Java, Indonesië. Sokowaten telt 1108 inwoners (volkstelling 2010).